# Quận Spartanburg, South Carolina
Quận Spartanburg là một quận trong bang South Carolina. Theo kết quả điều tra dân số năm 2000 của Cục điều tra dân số Hoa Kỳ, quận này có dân số 253.791 người; năm 2007, Cục điều tra dân số Hoa Kỳ dân số đã đạt 275.534 người. Quận lỵ đóng ở Spartanburg.6 Quận này thuộc khu vực thống kê đô thị Spartanburg, South Carolina.

## Địa lý
Theo Cục điều tra dân số Hoa Kỳ, quận có tổng diện tích 819 square miles (2.122 km²), trong đó, 811 dặm Anh vuông (2.100 km²) là diện tích đất và 8 dặm Anh vuông (21 km²) trong tổng diện tích (1.00%) là diện tích mặt nước.

### Các quận giáp ranh
- Quận Rutherford, Bắc Carolina - Bắc
- Quận Cherokee, Nam Carolina - Đông
- Quận Union, Nam Carolina - Đông nam
- Quận Laurens, Nam Carolina - Nam
- Quận Greenville, Nam Carolina - Tây
- Quận Polk, Bắc Carolina - Tây bắc

## Thông tin nhân khẩu
Theo cuộc điều tra dân số2 of 2006, có 275.534 người, 97.735 hộ, và 69.294 gia đình sinh sống trong quận này. Mật độ dân số là 313 người trên mỗi dặm Anh vuông (121/km²). Đã có 106.986 đơn vị nhà ở với một mật độ bình quân là 132 trên mỗi dặm Anh vuông (51/km²).  Cơ cấu chủng tộc của dân cư sinh sống tại quận này gồm 75,09% người da trắng, 20,79% người da đen hoặc người Mỹ gốc Phi, 0,22% người thổ dân châu Mỹ, 1,47% người gốc châu Á, 0,03% người các đảo Thái Bình Dương, 1,35% từ các chủng tộc khác, và 1,04% từ hai hay nhiều chủng tộc.  2,79% dân số là người Hispanic hoặc người Latin thuộc bất cứ chủng tộc nào. 
Có 97,735 hộ trong đó có 32,20% có con cái dưới tuổi 18 sống chung với họ, 52,80% là những cặp kết hôn sinh sống với nhau, 13,80% có một chủ hộ là nữ không có chồng sống cùng, và 29,10% là không gia đình. 24,80% trong tất cả các hộ gồm các cá nhân và 9,20% có người sinh sống một mình và có độ tuổi 65 tuổi hay già hơn.  Quy mô trung bình của hộ là 2,52 còn quy mô trung bình của gia đình là 3,01,
Cơ cấu độ tuổi dân cư quận này như sau 24,80% dưới độ tuổi 18, 9,20% từ 18 đến 24, 29,90% từ 25 đến 44, 23,60% từ 45 đến 64, và 12,50% người có độ tuổi 65 tuổi hay già hơn.  Độ tuổi trung bình là 36 tuổi. Cứ mỗi 100 nữ giới thì có 94,50 nam giới. Cứ mỗi 100 nữ giới có độ tuổi 18 và lớn hơn thì, có 91,30 nam giới.
Thu nhập bình quân của một hộ ở quận này là $37.579, và thu nhập bình quân của một gia đình ở quận này là $45.349, Nam giới có thu nhập bình quân $33.002 so với mức thu nhập $23.911 đối với nữ giới. Thu nhập bình quân đầu người của quận là $18.738, Khoảng 9,20% gia đình và 12,30% dân số sống dưới ngưỡng nghèo, bao gồm 15,00% những người có độ tuổi 18 và 13,30% là những người 65 tuổi hoặc già hơn.